# (20518) Rendtel
(20518) Rendtel est un astéroïde de la ceinture principale d'astéroïdes.

## Description
(20518) Rendtel est un astéroïde de la ceinture principale d'astéroïdes. Il fut découvert le 12 septembre 1999 à Drebach par André Knöfel. Il présente une orbite caractérisée par un demi-grand axe de 3,20 UA, une excentricité de 0,11 et une inclinaison de 10,6° par rapport à l'écliptique.

## Compléments